# Саванг Ватхана
Саванг Ватхана или Сисаванг Ваттана (лаос. ເຈົ້າສີສະຫວ່າງວັດທະນາ, 13 ноября 1907 — 13 мая 1978 или 1984) — второй и последний король Королевства Лаос.
Окончил Школу политических знаний в Париже.
Он правил с 1959 года, когда умер его отец Сисаванг Вонг, до своего отречения от престола в 1975 году. Саванг Ваттана не справился с постоянной нестабильностью в стране и был свергнут в результате переворота, организованного революционным движением Патет Лао. После переворота он был сослан со всей семьёй в лагерь «переобучения» самана, где, по некоторым данным, скончался при невыясненных обстоятельствах.

## Ранние годы
Принц Саванг Ваттана родился 13 ноября 1907 года в королевском дворце в Луанг-Прабанге.
Его отец — король Сисаванг Вонг. Его мать — королева Кхам-Ун И. Он был вторым в семье из пяти детей. В возрасте 10 лет он отправился учиться во Францию, где посещал лицей в Монпелье.
7 августа 1930 он женился на королеве Кхампхуи, от которой у него было шестеро детей.
С 1930 г. — генеральный секретарь королевства Луангпхабанг.
Во время Второй мировой войны он был представителем своего отца в Сайгоне при японской администрации, и выражал протесты по поводу японского вторжения в Лаос и провозглашения японцами независимости Лаоса от Франции.
С 1941 по 1946 гг. принц Саванг Ватхана являлся председателем тайного совета двора.

## Король Лаоса
В 1951 он был назначен премьер-министром (с 15 октября по 21 ноября), а с августа 1959 стал регентом в связи с болезнью отца.
29 октября 1959 года Саванг Ватхана взошёл на трон после смерти своего отца, однако он не проводил официальной церемонии коронации из-за нестабильного положения в стране.
Саванг Ватхана был активен в политике Лаоса, пытаясь стабилизировать положение своей страны после политических потрясений, начавшихся с Женевской конференции 1954 года, которая предоставила Лаосу полную независимость, но не решила вопрос о том, кто будет править страной. Принц Суванна Фума, нейтралист, действовал из Вьентьяна, претендуя на пост премьер-министра и получив признание со стороны СССР; Принц Бун Ум из Тямпасак (провинция) Тямпасака на юге, правый, проамериканский политик, доминировал в районе Паксе, признан премьер-министром правительством США; а на крайнем севере действовал принц Суфанувонг, который возглавлял левое движение Патет Лао, пользовавшееся поддержкой Северного Вьетнама, также претендовавший на пост премьер-министра при поддержке коммунистов. Чтобы избежать споров о том, был ли Суванна Фума или Бун Ум «законным» премьер-министром Лаосе, обе стороны будут вести дела через прозападного короля Саванга Ватхана.
В конце 1960 году большинство членов Национального собрания проголосовало за приход в правительство принца Бун Ума, и король Саванг Ватхана покинул Луангпхабанг, посетив столицу, чтобы благословить новое правительство. Но король хотел, чтобы три принца сформировали коалиционное правительство, что произошло в 1962 году, но затем коалиционное правительство распалось.
19 февраля 1961 года король Саванг Ватхана выступил с чрезвычайным заявлением; король попросил иностранные государства прекратить вмешательство в гражданскую войну его королевства, и обратится ко всем лаосцам с призывом объединиться под его королевским знаменем. После обращения короля правительство премьер-министра Бум Ума обратилось к нейтральной международной комиссии с просьбой посетить Лаос для наблюдения за ситуацией. Премьер-министр Бум Ум ранее обвинял коммунистов Северного Вьетнама во вмешательстве в войну на стороне левых сил, предоставив им свои войска и снабдив вооружением.
Лаосские левые повстанцы и Китай осудили попытку короля Саванга Ватханы вытащить Лаос через шторм холодной войны, придерживаясь нейтрального курса. Радиопередачи повстанцев подвергали критике декларацию короля о нейтралитете Лаоса и его план создания комиссии нейтральных стран в составе трех членов для предотвращения иностранного вмешательства. По сообщению «Radio Peiping», министр иностранных дел КНР Чэнь И заявил, что предложение о создании наблюдательной комиссии было делом рук Соединенных Штатов и не направлено на содействие миру и нейтралитету в Лаосе. По словам Чэнь И, это положило начало новой схеме США по превращению Лаоса во вторую Конго и колонию США. Руководители Патет Лао осудили данный план, заявив, что король выдвинул его под вооруженным давлением со стороны правительства Вьентьяна премьер-министра Бум Ума. Заявление короля о нейтралитете и его предложение о том, чтобы Камбоджа, Бирма и Малайя направили комиссию в Лаос, получили поддержку Соединенных Штатов и породили надежды Запада на политическое урегулирование гражданской войны.
23 июня 1962 г. король своим указом утвердил представленное ему Суванна Фумой правительство. В тот же день была объявлена и утверждена политическая программа правительства С. Фумы. В программном документе было указано, что населению страны будут предоставлены демократические права и свободы, а также будут восстановлены закон о демократических правах граждан и избирательный закон, принятые в 1957 году. Для достижения национального единства правительством было предусмотрено обеспечение безопасности и равенства всех национальностей, независимо от происхождения и политической принадлежности. Программа правительства C. Фумы предусматривала развитие национальной экономики и улучшение жизненного уровня подданных путем поощрения и оказания помощи крестьянам в развитии всех отраслей сельского хозяйства, а промышленникам и торговцам – в развитии промышленности, ремесел и торговли; правительство предполагало уделить должное внимание развитию дорожной сети и транспорта, здравоохранению и просвещению.
В марте 1963 он предпринял поездку по 13 странам мира, в частности встречался с президентом Кеннеди в США. В Женеве он подписал пакт о нейтральности Лаоса. Он посетил также СССР (13.02.1963).
Положение в стране было тем не менее крайне запутанным, три принца — претендента на пост премьер-министра поддерживались разными странами и базировались в разных частях страны — Бум Ум, Суванна Фума и противостоявший им принц Суфанувонг, опиравшийся на вьетнамских коммунистов и Патет Лао.
Попытки сформировать коалиционное правительство оказывались неудачными, в 1964 году страна пережила серию переворотов и контр-переворотов. Именно с этого периода времени непримиримую позицию заняла организация Патет Лао, которая вступила в гражданскую войну.

## Отречение от трона, заключение и смерть
С середины мая 1975 г. начался процесс ломки и реорганизации старого административного, военного и полицейского аппарата. Повсеместно Патет Лао начало создавать новые органы власти – революционные комитеты, которые проводили чистку администрации от сторонников монархии. Подразделения НОАЛ 15 мая вступили в г. Паксе, 19 мая – в Тхакхэк, Сено и Кенгкок, а 21 мая – в Саваннакхет.
2 декабря 1975 года Патет Лао смогла совершить переворот и вынудила короля отречься от престола. На Конгрессе выступил наследный принц Вонг Саванг, зачитавший от имени отца отречение от престола.
Бывший король получил должность «Верховного советника при Президенте». Он не захотел покинуть страну.
24 марта 1977 в было объявлено о раскрытии в Луангпхабанге заговора бывшего управляющего королевским дворцом Спантирангси. Были проведены аресты и обвинённый в участии в заговоре бывший король вместе с женой, детьми и братьями был отправлен на «переобучение» в лагерь политического перевоспитания чиновников старого режима самана Сам-Ноа, который называли «Лагерь номер один» в провинции Хуапхан.
В 1978 появились сообщения о смерти Саванга Ватханы (13 июня), а также о смерти бывшей королевы и наследного принца Вонг Саванга (5 февраля). Однако по заявлению Кейсона Фомвихана, Ватхана умер в 1984 году в возрасте 77 лет.

## Основные зарубежные поездки Саванга Ватханы
- США — 21 февраля[33];
- Бирма — 17 марта[34];
- Камбоджа — с 18 по 21 марта[35];
- Таиланд — с 21 по 25 марта[36];
- Индия — 28 марта 1963 года[37];

## Награды
- Таиланд:
  - Ордена Раджамитраборн (1962[38])
  - Ордена Королевского дома Чакри
  - Ордена Чула Чом Клао (1955[39])